# Kadir Has Spor Salonu
 (août 2024).
Le Kadir Has Spor Salonu est une salle couverte situé à Kayseri, en Turquie.
Cette salle accueille les matchs du groupe A du Championnat du monde de basket-ball masculin 2010.

## Événements
- Championnat du monde de basket-ball masculin 2010